# Chapada dos Veadeiros
Chapada dos Veadeiros je najviša srednjo-brazilska visoravan (cerrado) čija se starost procjenjuje na 1,8 milijardi godina.
Nacionalni park Chapada dos Veadeiros u središnjoj brazilskoj saveznoj državi Goias je osnovao brazilski predsjednik Juscelino Kubitschek 1961. godine i ima površinu od 655,14 km². Njegovi raznoliki tropski ekosustavi su jedni od najstarijih na svijetu. Milijunima godina cerrado je služio kao sklonište (refugij) mnogim vrstama tijekom razdoblja klimatskih promjena, kada je bio presudan i za održavanje iznimne bioraznolikosti. Zbog toga je, zajedno s Nacionalnim parkom Emas, upisan na UNESCO-ov popis mjesta svjetske baštine u Amerikama 2001. godine pod nazivom "Zaštićena područja cerrada".

## Odlike
Chapada dos Veadeiros je najviši cerrado (portugalski za "zatvoreno"), prosječne nadmorske visine od 600-1.650 m, s najvišom točkom u planini Serra da Santana (1.691 m) koja je i najviša točka države Goiás. To je područje iznimne ljepote koje se sastoji od nekoliko širokih visoravni sa slapovima (kao što je slap Rio Preto visine 120 m) i kristalno bistrim potocima koji dijelom prolaze kroz duboke klance i uske doline. Glavni vodeni put je sliv rijeke Rio Preto koja teče na sjeverozapad i jugozapad, dok krajnji sjeverni kraj parka predstavljaju ušća rijeka Santana i Bartolomeu.
Unutar parka se razlikuje nekoliko pejzaža:
- dolina rijeke Rio Claro je nizina s relativno ravnim, brežuljkastim terenom;
- područje grebena (okomitih stijena i do 40 m visine) se nalazi na srednjem-sjevernom dijelu parka i u njemu se nalaze rijeke Rio Preto, Santana i Capim Branco, te planine na jugu;
- gorsko područje se prostire u središnjem dijelu parka i odlikuje se ravničarskim reljefom s pojedinačnim plošnim brdima koji su raštrkani cijelim područjem.

Klima je prosječne temperature od 24-26°C, minimalnih temperatura od 4-8°C i najvišima od 40-42°C.
Stijene cerrada (kvarc s tragovima kristala) su neke od najstarijih na svijetu i jako su cijenjene u industriji i terapijama kristalima.
Vegetacija parka je izrazito raznolika sa savanama koje su ispresijecane sitnim šumama, palmama i grmovima. Tu se može naći 60% svih biljnih vrsta cerrada, kao što je 25 vrsta orhideja, palme babassu i jubaea chilensis, te copaíba i tahebo.
Od životinja u parku obitava 80% životinja cerrada kao što su mnoge ugrožene vrste: pampaški jelen (Ozotoceros bezoarticus), močvarni jelen (Blastocerus dichotomus), grivasti vuk (Chrysocyon brachyurus), šumski pas (Speothos venaticus) i jaguar; te druge vrste: divovski pasanac (Priodontes maximus), divovski mravojed (Myrmecophaga tridactyla), kapibara i tapiri. 
Od ptica tu se mogu pronaći mnoge savanske vrste kao što su ugrožene vrste: manji tinamu, patuljasti tinamu, žutoglava papiga (Alipiopsitta xanthops) i brazilski merganser (Mergus octosetaceus); te druge vrste: nandu, seriema, tapeti, zelenokljuni tukan (Ramphastos sulfuratus), crni jastreb (Spizaetus tyrannus), crni strvinar (Coragyps atratus) i kraljevski strvinar (Sarcoramphus papa).
- Veliki slap rijeke Rio Preto
- Mali klanac São Jorge
- Jardim de Maytrea
- Slap Poço Encantado
- Slap Almécegas

## Vajske poveznice
- Potpune informacije o parku na 42 jezika  Arhivirana inačica izvorne stranice od 25. veljače 2012. (Wayback Machine) (port.) (engl.)
- Stranice parka brazilskog ministarstva okoliša (port.)
- Chapada dos Veadeiros - turističke informacije (engl.)